# Liste de personnalités liées à Périgueux
Cet article liste les personnalités liées à Périgueux.

## Personnalités nées à Périgueux
Par ordre alphabétique :

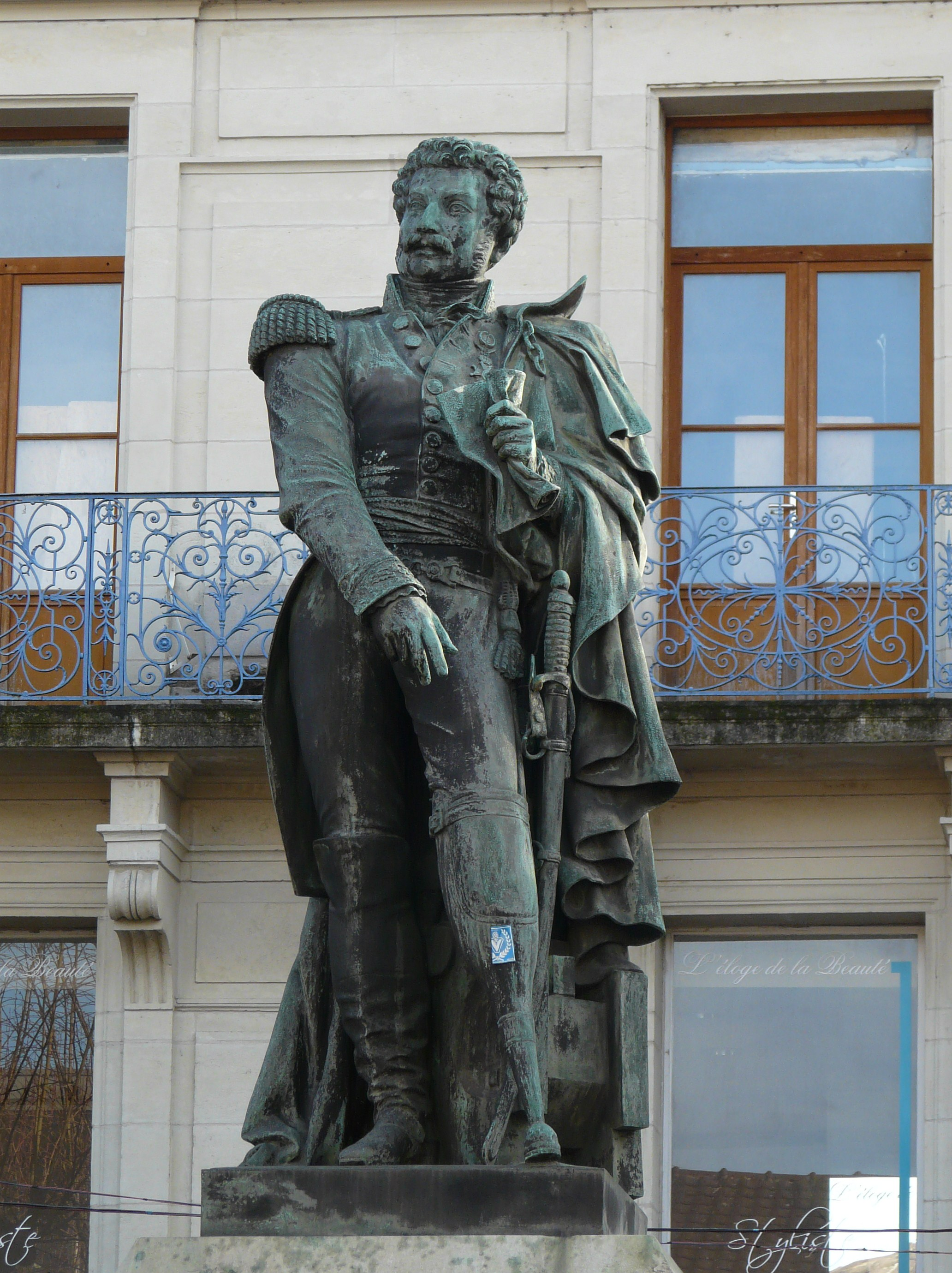
La statue du général Daumesnil à Périgueux.

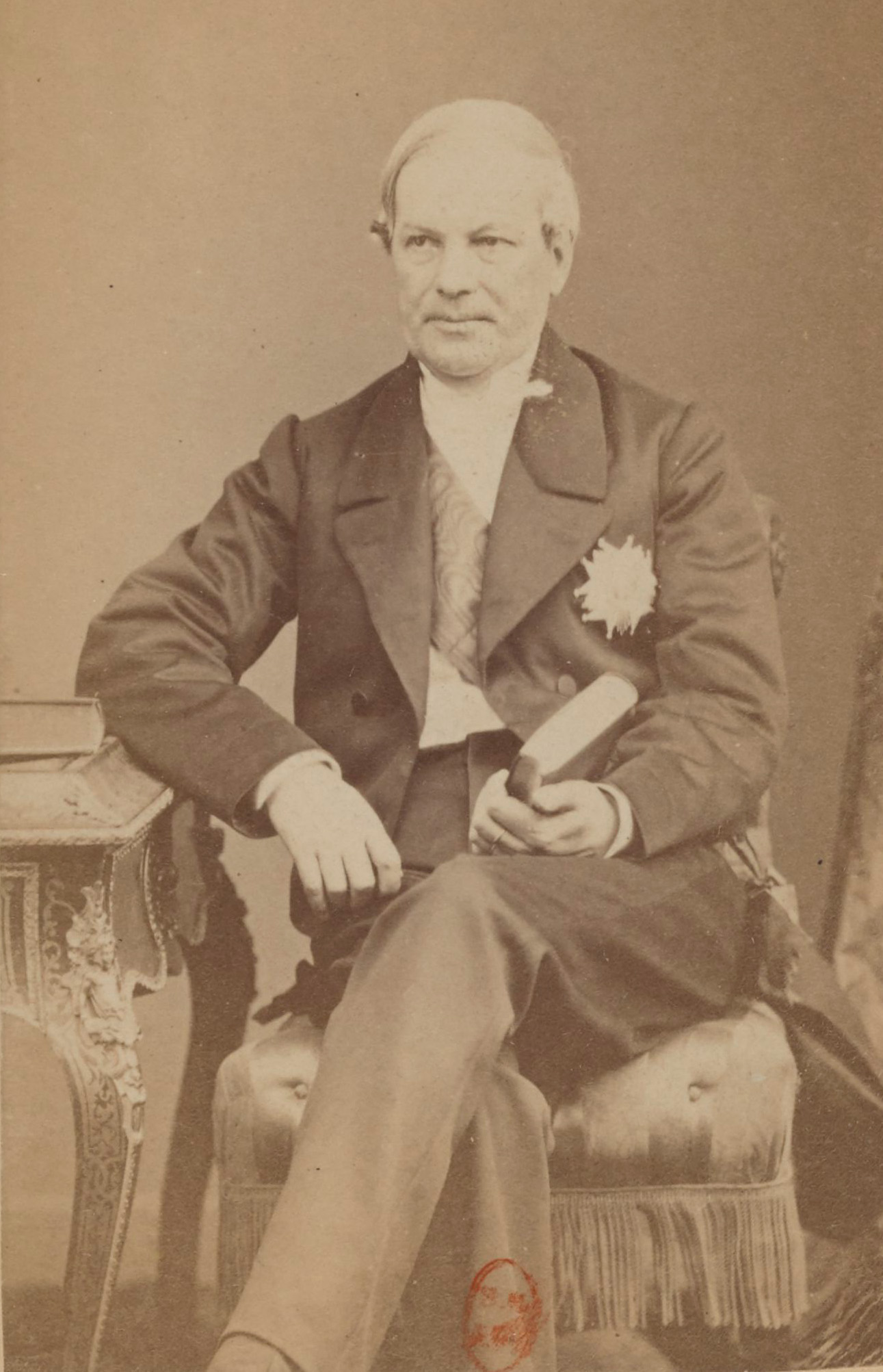
Pierre Magne.

Jean d'Abzac de La Douze (1781-1834), maire de Périgueux et député de la Dordogne sous la Restauration.
Henri Amouroux (1920 - 2007), journaliste, historien.
Dominique Audrerie (1953 -), avocat, historien.
Karim Azizou, (1985 -), footballeur.
Simon Azoulai (1980 -), joueur français de rugby à XV.
Louis-Joseph-Philippe Ballois (1778 - 1803), journaliste et statisticien.
Jacques Beaudenom de Lamaze (1912-1944), Officier de la 13e DBLE, Compagnon de la Libération, mort au combat à Bir Hakeim le 11 juin 1942.
Georges Bégué (1911 - 1993), ingénieur français et agent secret.
Guy Belletante (1927 - 2010), joueur français de rugby à XV.
Francine Benoît (1894 - 1990), musicienne et féministe de nationalité française puis portugaise.
Henri Bertin (1720 - 1792), homme d'État.
Robert Bézac (1904 - 1989), évêque d'Aire-sur-l'Adour et de Dax de 1963 à 1978.
Georges Blois (1869-1963), peintre paysagiste et illustrateur.
Élisabeth Bost (1979 -), journaliste, animatrice de télévision.
Édouard Bourdelle (1876 - 1960), vétérinaire et zoologiste.
Léon Bourdelles (1838 - 1899), ingénieur.
Jean Brossel (1918 - 2003), physicien.
Florent Cazeaux (1982 -), joueur de rugby à XV.
Noé Chabot (1869-1943), prêtre catholique français, bistrotier et photographe satyrique.
Guillaume-Joseph Chaminade (1761 - 1850), religieux français béatifié en 2000, fondateur des « Filles de Marie Immaculée » et de la Société de Marie (Marianistes).
Lou Charmelle (1983 -), actrice.
Francis Chateauraynaud (1960 -), sociologue.
Émile Chaumont (1877 - 1927), peintre.
Jean-François du Cheyron du Pavillon (1730 - 1782), marin.
Aimé Clariond (1894 - 1959), acteur.
Jean Clédat (1871 - 1943), égyptologue.
Jean Cluseau-Lanauve (1914 - 1997), peintre.
Anne-Marie Cocula-Vaillières (1938 -), historienne.
Jean-Baptiste Cœuilhe (1731 - 1801), bibliothécaire et poète.
André Combes (1899 - 1969), historiographe et prêtre catholique.
Jean Coupigny (1912-1981), médecin de la 1ère DFL, Compagnon de la Libération
Élie Poncet Cruveiller (1810-1867), architecte de la ville de Périgueux entre 1840 et 1867 ;
Dominique Dambert (1949 -), journaliste.
Adrien Dariac (1868 - 1949), homme politique, ministre.
Michel Dasseux (1936 - 2014), homme politique.
Jean-Paul Daudou (1944 -), politicien.
Pierre Daumesnil (1776 - 1832), général du Premier Empire.
Philippe Daussel (1813 - 1883), homme politique.
Pierre Dauzier (1939 - 2007), homme d'affaires.
Agathe Degorces (1992 -), joueuse de basket-ball.
Gilles Delluc (1934 -), médecin chef des hôpitaux, préhistorien.
Édouard Detrez (1991-), un entrepreneur français.
François Dubet (1946 -), sociologue et professeur d'université.
Nicole Duclos née Salavert (1947 -), athlète.
Auguste Dupont (1798 - 1850), homme politique, imprimeur et journaliste.
Paul Dupont (1796 - 1879), homme politique.
Julien Dupuy (1983 -), joueur de rugby à XV.
Olivier Echaudemaison (1942 -), créateur de mode spécialiste du maquillage.
Simon Elisor, (1999 -), footballeur.
Pierre Fanlac (1918 - 1991), éditeur, écrivain.
Bernard Faure (1953 -), sportif français, champion de France de marathon en 1982.
Paul Faure (1878 - 1960), homme politique.
Léon Pierre Félix (1869 - 1940), peintre.
Alfred Fierro (1941 -), historien.
Jean-François Fournier de La Charmie (1750-1802), homme politique .
Jean Frédéric Frenet (1816 - 1900), mathématicien et astronome.
Sébastien Anthony Frit dit Seb (1996 -), vidéaste et rappeur.
Kendji Girac (1996 -), chanteur.
Georges Goursat dit Sem (1863 - 1934), caricaturiste.
Pierre-Paul Grassé (1895 - 1985), savant.
Pierre-Ernest Guillier (1852 - 1927), homme politique.
Stéphane Jaubertie (1970 -), comédien, dramaturge.
Ketty Kerviel (1916-2009), actrice.
Daniel Kientzy (1951 -), musicien.
Thierry Labrousse (1970-), rugbyman.
Jacques-Émile Lafon (1817 - 1886), peintre.
Jean-Claude Lagrange (1942 -), joueur de rugby à XV.
Jacques Lardie dit Jihel (1947 -), caricaturiste illustrateur.
Pascale de La Tour du Pin (1977 -), journaliste.
André Lavertujon (1827 - 1914), journaliste et homme politique né à Périgueux, sénateur de la Gironde.
Henri Lavertujon (1855 - 1907), homme politique né à Périgueux, sénateur de la Haute-Vienne.
Jean Lecomte (1903 - 1997), général.
Jean Marie Michel Liébaux, dit Mich (1881 - 1923), caricaturiste, dessinateur publicitaire.
Pierre Magne (1806 - 1879), ministre sous le Second Empire.
Lucien de Maleville (1881-1964), artiste-peintre postimpressionniste.
Simone Mareuil (1903 - 1954), actrice.
Bernard Mazouaud (1940 -), homme politique.
Jean Mespoulède (1980 -), coureur cycliste.
Charles-Édouard de Montozon (1788-1856), homme politique né  à Périgueux, maire de Lallaing, député du Nord.
Jean Murat (1888 - 1968), comédien.
Catherine Nay (1944 -), journaliste politique, a vécu à Périgueux durant son enfance.
André Noël (1726 - 1801), cuisinier du roi de Prusse.
Patrick Ollier (1944 -), homme politique, président de l'Assemblée nationale en 2007.
Paulin de Périgueux (Ve siècle), écrivain latin chrétien, sans doute nommé d'après son lieu de naissance.
Jean Peyrot (1843 - 1917), homme politique et médecin.
Jean Plumancy (1788 - 1860), capitaine et sous-intendant.
Hugo Reus (2004-), rugbyman.
Adolphe Rivet (1855 - 19??), graveur médailleur et sculpteur.
Georges Rocal (1881 - 1967), prêtre, historien.
Jacques Rouleau (1922-2008), lieutenant du Bataillon d'infanterie de marine et du Pacifique, Compagnon de la Libération.
Georges Sagnac (1869-1928), physicien.
Claude Seignolle (1917 -), écrivain.
Noël Simsolo (1944 -), réalisateur, comédien, scénariste, historien du cinéma et romancier.
Francesca Solleville (1935 -), chanteuse.
Évelyne Thomas (1964 -), journaliste et animatrice de télévision.
René Thomas (1886-1975) pionnier de l'aviation et pilote automobile.
Joan-Pau Verdier (1947-2020), compositeur, chanteur.
Didier Virvaleix, (1966 -), coureur cycliste.

## Personnalités décédées à Périgueux
- Marie d'Agon de la Contrie (1848 - 1908), femme de lettres, auteure de littérature pour la jeunesse.
- François Augiéras (1925 - 1971), écrivain.
- Auguste Bouillon (1805-1863), architecte départemental et architecte diocésain.
- Louis Catoire (1806-1864), architecte de la ville de Périgueux jusqu'en 1840, architecte départemental et architecte diocésain.
- Louis Dartige du Fournet (1856 - 1940), officier de marine (vice-amiral).
- Michel Debet (1944 - 2008), homme politique.
- Michel Diéras (1904 - 1988), homme politique.
- Eugène Dorsène (1854-1917), photographe.
- Lucien Dutard (1912 - 2003), homme politique.
- Edmond Humblot (1830-1899), ingénieur des ponts et chaussées et homme politique.
- Christophe-Louis Légasse (1859 - 1931), prélat catholique .
- Jules Mandin (1827-1905), architecte à Périgueux.
- Simone Mareuil (1903 - 1954), actrice.
- Victor Marx (1872 - 1944), rabbin de Périgueux (1939-1944).
- Louis François Mazerat (1817 - 1881), homme politique.
- Jean Raynaud (1818 - 1890), homme politique.
- Raoul Rousseau (1915 - 1993), homme politique.
- Jean-Georges Villepontoux (1884 - 1963), contrôleur général de la Banque de France.
- Patrice Kervarrec (1948 - 2024), footballeur.

## Personnalités ayant vécu à Périgueux
- Albert Cahuet (1877-1942), journaliste et écrivain.
- Elie Cyper (1908 - 1944), rabbin adjoint de Périgueux (décembre 1940-8 avril 1944), résistant-déporté.
- Xavier Darcos, (1947 -), homme politique, ministre, fut maire de Périgueux de 1997 à 2008.
- Guy Ducoloné (1920 - 2008), homme politique, député, vice président de l'Assemblée nationale, a habité à Périgueux pendant son enfance.
- Charles-Marie de Feletz (1767-1850), homme d'Église, académicien, journaliste, conservateur de la bibliothèque Mazarine et critique littéraire.
- Joseph de Goislard de Monsabert (1887-1981), général et homme politique, a fait ses classes au 50e régiment d'infanterie de Périgueux.
- Yves Guéna (1922 - 2016), homme politique et écrivain, ancien président du conseil constitutionnel, fut maire de Périgueux de 1971 à 1997.
- Youcef Hanou (1961 -), joueur de rugby à XV, évoluant au poste de talonneur du CAPD entre 1981 et 1998.
- Yoann Kowal (1987 -), athlète français spécialiste des courses de fond, licencié à l'Entente Périgueux Sarlat Trélissac Athlétisme (EPSTA).
- Féao Latu (1980 - 2009) joueur de rugby à XV du CAPD, décédé au cours d'un match à Cahors.
- Philippe Papon (1910-1993), résistant.
- Guy Penaud (1943 -), écrivain, historien.
- Michel Testut (1943 -), écrivain.

## Personnalités jugées à Périgueux
Georges Arnaud, romancier, disculpé en juin 1943 aux Assises pour le crime du château voisin d'Escoire.

## Personnalités religieuses de Périgueux
Depuis 2014, l'évêque catholique du diocèse de Périgueux et Sarlat est Mgr Philippe Mousset.